# Годейн, Николай Петрович
Николай Петрович Годейн (Годеин) (1790—1856) — генерал-майор русской императорской армии.

## Биография
Его дед, Павел Антонович Годейн, был выходцем из Франции. У него было четыре сына: Иван, Степан, Дмитрий и старший Пётр — отец Николая Петровича. Пётр Павлович Годейн (13.01.1746—16.09.1794) — «коллежский советник и кавалер», московский полицмейстер; жена — Маргарита Францевна Брок. После смерти первой жены Пётр женился повторно (Елизавета Ивановна; 13.03.1748 — 12.06.1839). П. П. и Е. И. Годеины похоронены у Введенской (Богородицкой) церкви в селе Новые Горки Чернского уезда Тульской губернии. В семье родились дочь Наталья и три сына: Павел (1784—1847), Иван (1787—?) и Николай.
В 1808 году был произведён в подпоручики лейб-гвардии Гренадерского полка. Участвовал в Отечественной войне 1812 года и заграничных походах русской армии — подпоручик лейб-гвардии Измайловского полка. Был награждён орденом Св. Анны 4-й степени (19.12.1812).
С 1818 года был членом Союза благоденствия, после роспуска которого в тайных обществах не состоял.
С 1824 года — полковник. Как бывший адъютант великого князя Николая Павловича был пожалован в день выступления декабристов, 14 декабря 1825 года, во флигель-адъютанты. Его участие в Союзе благоденствия Высочайше было повелено оставить без внимания.
С 25 июня 1828 года был назначен состоять по армии с производством в генерал-майоры. В отставке с 1836 года.
Умер в Москве 16 (28) февраля 1856 года и был похоронен в Большом соборе Донского монастыря.

## Награды
- орден Св. Владимира 4-й степени с бантом[1]

## Семья
Жена (с 1832) — княжна Анна Кирилловна Багратион (31.01.1804—14.04.1875), фрейлина, дочь тайного советника Кирилла Александровича Багратиона, похоронена рядом с мужем. Их дочери:
- Александра (6.03.1834—28.04.1873), девица; похоронена с родителями в Донском монастыре
- Елизавета (23.10.1835—3.12.1904), с 15.12.1882 — инокиня Богородице-Ахтырского монастыря